# PDF/A
Le PDF/A est une version normalisée ISO du format PDF (Portable Document Format) spécialisée pour l'archivage et la conservation à long terme des documents numériques. Le PDF/A diffère du format PDF standard en interdisant les fonctionnalités inadaptées à l'archivage à long terme, telles que la liaison de polices (par opposition à l'incorporation de polices) et le chiffrement. Les exigences ISO pour les visionneuses de fichiers PDF/A comprennent des directives de gestion des couleurs, la prise en charge des polices intégrées et une interface utilisateur pour la lecture des annotations intégrées.
Le PDF/A est une version particulière du PDF qui est un format documenté mis au point par la société Adobe Systems. L'usage du PDF/A est très répandu pour conserver et échanger des documents numériques. Le principal avantage de ce format est que les fichiers au format PDF/A sont fidèles aux documents originaux : les polices, les images, les objets graphiques et la mise en forme du fichier source sont préservés, quelles que soient l'application et la plate-forme utilisées pour le créer.

## Standards
| Abréviation | Sous-titre | Publié le  | Standard    | Basé sur                                              | Ref.  |
| ----------- | --- | ---------- | ----------- | ----------------------------------------------------- | ----- |
| PDF/A-1     | Partie 1 : Utilisation du PDF 1.4 Part 1: Use of PDF 1.4                                                                               | 2005-09-28 | ISO 19005-1 | PDF 1.4 (Adobe Systems, PDF Reference, third edition) | [ 2 ] |
| PDF/A-2     | Partie 2 : utilisation de l'ISO 32000-1 Part 2: Use of ISO 32000-1                                                                     | 2011-06-20 | ISO 19005-2 | PDF 1.7 (ISO 32000-1:2008)                            | [ 3 ] |
| PDF/A-3     | Partie 3 : utilisation de l'ISO 32000-1 avec support de fichiers incorporés Part 3: Use of ISO 32000-1 with support for embedded files | 2012-10-15 | ISO 19005-3 | PDF 1.7 (ISO 32000-1:2008)                            | [ 4 ] |
| PDF/A-4     | Partie 4 : Utilisation de ISO 32000-2 (Aperçu) Part 4: Use of ISO 32000-2 (Preview)                                                    | 2020-12-14 | ISO 19005-4 | PDF 2.0 (ISO 32000-2:2020)                            | [ 5 ] |

## Contexte
PDF est une norme pour l'encodage de documents sous une forme « telle qu'imprimée » qui est portable entre les systèmes. Cependant, la pertinence d'un fichier PDF pour la conservation des archives dépend des options choisies lors de la création du PDF : notamment, s'il faut incorporer les polices nécessaires pour produire ou afficher le document; l'opportunité d'utiliser le chiffrement ; et s'il faut conserver des informations supplémentaires du document original au-delà de ce qui est nécessaire pour l'imprimer.
La norme PDF/A était à l'origine une nouvelle activité conjointe entre 2 associations américaines : l'Association pour les fournisseurs de technologies d'impression, d'édition et de conversion (Association for Suppliers of Printing, Publishing and Converting Technologies (en)) et l'Association pour la gestion de l'information et de l'image (Association for Information and Image Management) afin d'élaborer une norme internationale définissant l'utilisation du format PDF (Portable Document Format) pour l'archivage de documents. L'objectif était de répondre au besoin croissant d'archiver électroniquement des documents de manière à garantir la conservation de leur contenu sur une longue période et à garantir que ces documents puissent être récupérés et produits/affichés avec un résultat cohérent et prévisible à l'avenir. Ce besoin existe dans une grande variété de domaines gouvernementaux, industriels et universitaires à travers le monde, y compris les systèmes juridiques, les bibliothèques, les journaux et les industries réglementées.

## Description
La spécification PDF/A-1 a été publiée par l'ISO et elle est utilisée par les organismes de normalisation du monde entier pour garantir la sécurité et la fiabilité de la diffusion et des échanges de documents électroniques. Les sphères publique et privée ont massivement adopté ce format pour simplifier les échanges de document.
Le format PDF/A-1 optimise l’indépendance matérielle et logicielle ainsi que l’auto-documentation. Le contenu de la norme ISO 19005-1 est très complet. Il comprend la définition du format PDF/A-1, mais aussi la façon de développer un outil de visualisation de fichier conforme à ce format. Cela garantit ainsi la possibilité future de toujours disposer d'un outil de visualisation. La norme ISO 19005 contient également le document « PDF – Manuel de référence », qui, à lui seul, comprend presque 1 000 pages.
Toutefois, l'intégralité du format PDF dans la version 1.7 a été normalisée par l'ISO en juillet 2008 sous la référence ISO 32000. Une révision de la norme 19005-1 a vu le jour en 2011 via la publication de la norme ISO 19005-2 (PDF/A-2). Une troisième révision a été publiée en octobre 2012 via la publication de la norme ISO 19005-3 (PDF/A-3).
La norme PDF/A ne définit pas une stratégie d'archivage ou les objectifs d'un système d'archivage. Il identifie un « profil » pour les documents électroniques qui garantit que les documents peuvent être reproduits exactement de la même manière en utilisant divers logiciels dans les années à venir. Un élément clé de cette reproductibilité est l'exigence que les documents PDF/A soient 100 % autonomes. Toutes les informations nécessaires pour afficher le document de la même manière sont intégrées dans le fichier. Cela inclut, mais sans s'y limiter, tout le contenu (texte, images tramées (raster) et graphiques vectoriels), les polices et les informations concernant la couleur. Un document PDF/A n'est pas autorisé à dépendre d'informations provenant de sources externes (par exemple, des programmes de polices et des flux de données), mais peut inclure des annotations (par exemple des liens hypertextes) qui renvoient à des documents externes.
Les autres éléments clés de la conformité au PDF/A incluent,, :
- Les contenus audio et vidéo dans le document sont interdits.
- Les lancements de fichiers JavaScript et d'exécutables sont interdits.
- Toutes les polices (de caractères) doivent être intégrées au fichier du document et doivent pouvoir être intégrées légalement aussi pour un rendu universel et non limité. Cela s'applique aussi aux polices dites PostScript standard telles que Times ou Helvetica.
- Les espaces de couleur spécifiés de manière indépendante du périphérique.
- Le chiffrement du document est interdit.
- L'utilisation de métadonnées normalisées est requise.
- Les références de contenu externes au document sont interdites.
- L’algorithme de compression de données Lempel-Ziv-Welch (LZW) est interdit en raison de contraintes de propriété intellectuelle. Les modèles de compression d'image au format JPEG 2000 ne sont pas autorisés dans la norme PDF/A-1 (basée sur PDF 1.4) parce qu'il a été introduit pour la première fois dans PDF 1.5. La compression au format JPEG 2000 est autorisée dans les normes PDF/A-2 et PDF/A-3.
- Les objets et calques transparents (groupes de contenu facultatifs) sont interdits dans la norme PDF/A-1, mais sont autorisés dans la norme PDF/A-2.
- Les dispositions relatives aux signatures numériques conformément à la norme PAdES (PDF Advanced Electronic Signatures) sont prises en charge à partir de PDF/A-2.
- Les fichiers tiers (comme des documents bureautiques MS Word, MS Excel, etc.) intégrés dans un document PDF sont interdits dans la norme PDF/A-1, mais la norme PDF/A-2 permet l'incorporation uniquement de fichiers à la norme PDF/A, facilitant l'archivage d'ensembles de documents PDF/A dans un seul fichier. PDF/ A-3 permet d'incorporer n'importe quel format de fichier tel que XML, documents de DAO/CAO et autres dans des documents à la norme PDF/A.
- L'utilisation de formulaires basés sur XML comme XML Forms Architecture (XFA) est interdite dans la norme PDF/A (les données de formulaire XFA peuvent être conservées dans un fichier PDF/A-2 en passant de la clé XFA à l'arborescence Noms (Names) qui est elle-même la valeur de la clé XFAResources du dictionnaire Noms (Names) du dictionnaire de catalogue de documents).
- Les champs de formulaire PDF interactif doivent avoir un dictionnaire d'apparence (appearance dictionary) associé aux données du champ. Le dictionnaire d'apparence doit être utilisé lors du rendu du champ.

## Niveaux de conformité et versions

### PDF/A-1
La partie 1 de la norme a été publiée pour la première fois le 28 septembre 2005. Celle-ci est basée sur PDF 1.4 et spécifie deux niveaux de conformité pour les fichiers PDF :
- PDF/A-1a – Conformité de niveau A (niveau avec accessibilité pour mal-voyant ou aveugle (accessible)). Elle représente la forme complète de la norme ISO ;
- PDF/A-1b – Conformité de niveau B (niveau de base (basic)). Elle représente une forme allégée de la norme ISO. Cette version préserve la lisibilité du document et sa bonne présentation à l'affichage et à l'impression.

La conformité au niveau B exige uniquement que les normes nécessaires à la reproduction fiable de l'apparence visuelle d'un document soient suivies, tandis que la conformité au niveau A comprend toutes les exigences du niveau B et en plus des fonctionnalités destinées à améliorer l'accessibilité d'un document.
Exigences supplémentaires pour le niveau A :
- Spécification de langue
- Structure de document hiérarchique
- Étendues de texte balisées et texte descriptif pour les images et les symboles
- Mappages de caractères utilisant Unicode

La conformité de niveau A visait à accroître l'accessibilité des fichiers conformes pour les utilisateurs handicapés physiques en permettant aux logiciels d'assistance, tels que des lecteurs d'écran, d'extraire et d'interpréter plus précisément le contenu d'un fichier. Une norme ultérieure, en:PDF/UA, a été développée pour éliminer ce qui est devenu et a été considéré comme certaines des lacunes de PDF/A, en remplaçant bon nombre de ses directives générales par des spécifications techniques plus détaillées.

### PDF/A-2
La partie 2 de la norme, publiée le 20 juin 2011, traite de certaines des nouvelles fonctionnalités ajoutées avec les versions 1.5, 1.6 et 1.7 de la norme ou référence du format de fichier PDF. Les fichiers PDF/A-1 ne seront pas nécessairement conformes à la norme PDF/A-2, et les fichiers conformes PDF/A-2 ne seront pas nécessairement conformes à la norme PDF/A-1.
La partie 2 de la norme PDF/A est basée sur PDF 1.7 (ISO 32000-1), plutôt que PDF 1.4 et offre un certain nombre de nouvelles fonctionnalités :
- compression de données pour les images au format JPEG 2000
- prise en charge des effets de transparence et des calques (couches superposées)
- incorporation de polices de caractères OpenType
- dispositions relatives aux signatures numériques conformément aux signatures électroniques avancées dans PDF (PDF Advanced Electronic Signatures – norme PAdES)
- l'option d'intégration de fichiers à la norme PDF/A pour faciliter l'archivage d'ensembles de documents avec un seul fichier[11].

La partie 2 définit trois niveaux de conformité. PDF/A-2a et PDF/A-2b correspondent aux niveaux de conformité a et b dans la norme PDF/A-1. Un nouveau niveau de conformité, PDF/A-2u, représente la conformité de niveau  B (PDF/A-2b) avec l'exigence supplémentaire que tout le texte du document ait un mappage Unicode,.

### PDF/A-3
La partie 3 de la norme, publiée le 15 octobre 2012, diffère de PDF/A-2 sur un seul point : il permet l'incorporation de formats de fichiers arbitraires (tels que XML, CSV, CAD, documents de traitement de texte, documents de tableurs, et d'autres) dans des documents conformes à la norme PDF/A.

### PDF/A-4
La partie 4 de la norme, basée sur PDF 2.0, a été publié le 14 décembre 2020.

## Comment créer un fichier à la norme PDF/A
Les services des archives demandent parfois à leurs utilisateurs de soumettre des fichiers au format PDF/A. Donc ils fournissent à leurs utilisateurs des informations sur la manière de convertir leurs fichiers au format PDF/A. Il existe plusieurs méthodes utilisant un logiciel standard qui diffèrent par le temps de traitement informatique ainsi que la préservation des liens, des équations, des graphiques vectoriels et des caractères spéciaux.
Lorsque les documents sont convertis au format PDF/A, une inspection visuelle est nécessaire parce que les erreurs dans le contenu visuel sont courantes. Dans un échantillon de test, 11 % du document PDF/A-1b produit contenait des artéfacts visuels. Ces erreurs de reproductibilité comprenaient des problèmes de graphiques vectoriels (objets transparents), la perte de liens, la perte d'autres contenus de document (caractères illisibles, texte manquant, partie de document manquante), des champs mis à jour (reflétant l'heure ou le dossier de conversion) et des fautes d'orthographe. Donc les services des archives ne convertissent habituellement pas elles-mêmes les documents au format PDF/A. Au lieu de cela, certains services d'archives demandent à leurs utilisateurs de fournir un document au format PDF/A. Les configurations informatiques typiques fournissent plusieurs méthodes pour la conversion de documents au format PDF/A avec différents avantages et inconvénients.
La conversion d'un simple fichier PDF (jusqu'à la version 1.4) au format PDF/A-2 fonctionne habituellement comme prévu, à l'exception des problèmes de glyphes. D'après l'Association PDF, « des problèmes peuvent survenir avant et/ou pendant la génération de PDF. Un fichier PDF/A peut être formellement correct tout en ayant des glyphes incorrects. Seule une vérification visuelle minutieuse peut découvrir ce problème. Parce que les problèmes de génération affectent également le mappage Unicode, le problème attire l'attention lorsqu'une vérification visuelle est effectuée sur le texte extrait. Dans la norme PDF/A, l'utilisation du texte/de la police est spécifiée de manière suffisamment unique pour garantir qu'elle ne peut pas être incorrecte. Si les logiciels de lecture de PDF ou les imprimantes n'offrent pas une prise en charge complète pour les systèmes d'encodage, cela peut entraîner des problèmes en ce qui concerne PDF/A ». Cela signifie que pour qu'un document soit entièrement conforme à la norme, il sera correct en interne, tandis que le système utilisé pour visualiser ou imprimer le document peut produire des résultats indésirables.
Un document produit avec une conversion de reconnaissance optique de caractères (OCR) en PDF/A-2 ou en PDF/A-3 ne prend pas en charge l'indicateur notdefglyph. Par conséquent, ce type de conversion peut entraîner un contenu non rendu ou non affiché.
Les documents à la norme PDF/A peuvent être créés avec les logiciels suivants : MS Word 2010 et plus récent, OnlyOffice, Adobe Acrobat Distiller, OpenOffice ou LibreOffice depuis la version 3.0, LaTeX avec les extensions pdfx ou pdfTeX, ou en utilisant une imprimante virtuelle PDF (Adobe Acrobat Pro, PDF24, FreePDF + Ghostscript).

## Identification
Un document PDF/A peut être identifié comme tel grâce à des métadonnées spécifiques à la norme PDF/A et qui sont situées dans l'espace de noms (namespace) « http://www.aiim.org/pdfa/ns/id/ ». Ces métadonnées représentent une revendication de conformité ; en soi, il n'assure pas la conformité :
- un document PDF peut être compatible PDF/A, sauf pour son manque de métadonnées PDF/A. Cela peut se produire, par exemple, avec des documents qui ont été générés avant la définition de la norme PDF/A, par des auteurs conscients des fonctionnalités qui posent des problèmes de conservation à long terme.
- un document PDF peut être identifié comme étant un PDF/A, mais peut contenir de manière incorrecte des fonctionnalités PDF non autorisées dans PDF/A ; par conséquent, les documents qui prétendent être conformes à PDF/A devraient être testés pour la conformité à PDF/A[23].

## Validation
La validation des documents PDF/A tente de découvrir si un fichier produit est réellement un fichier PDF/A ou non. Malheureusement, les validateurs PDF/A sont souvent en désaccord, parce que l'interprétation des normes PDF/A n'est pas toujours claire.

### Isartor Test Suite
La collaboration industrielle dans le centre de compétences PDF/A d'origine a conduit au développement de la suite de tests Isartor en 2007 et 2008. La suite de tests se compose de 204 fichiers PDF intentionnellement conçus pour échouer systématiquement à chacune des exigences de conformité PDF/A-1b, permettant aux développeurs de tester la capacité de leur logiciel à valider les documents par rapport au niveau de conformité le plus basique de la norme,. À la mi-2009, la suite de tests avait déjà permis une amélioration appréciable dans la qualité générale de logiciels de validation PDF/A.

### veraPDF
Le consortium veraPDF, dirigé par l'Open Preservation Foundation et la PDF Association, a été créé en réponse au défi PREFORMA de la Commission européenne de développer un validateur en logiciel libre (open source) pour le format PDF/A. La PDF Association a lancé le groupe de travail technique sur la validation des PDF en novembre 2014 pour définir un plan de développement d'un validateur PDF/A soutenu par l'industrie[Pas dans la source].
Le consortium veraPDF a ensuite remporté la phase 2 du contrat PREFORMA en avril 2015. Le développement s'est poursuivi tout au long de 2016, la phase 2 étant achevée conformément au calendrier d'ici décembre 2016. La période de test et d'acceptation de la phase 3 s'est terminée en juillet 2017. veraPDF couvre désormais toutes les parties (1, 2 et 3) et les niveaux de conformité (a, b, u) de PDF/A.
veraPDF est disponible pour une installation sur Windows, macOS ou Linux à l'aide d'un analyseur PDF basé sur PDFBox ou « Greenfields ».

## Visionneuses de fichiers PDF/A
La spécification PDF/A énonce également certaines exigences pour une visionneuse conforme pour le PDF/A, qui doit :
- ignorer toutes les données qui ne sont pas décrites par les normes PDF et PDF/A ;
- ignorer toutes les informations de linéarisation fournies par le fichier ;
- utiliser uniquement les polices intégrées (plutôt que toutes les polices disponibles localement sur l'ordinateur, substituées ou simulées) ;
- afficher uniquement en utilisant le profil de couleur intégré ;
- s'assurer que les champs du formulaire ne modifient pas la présentation rendue/produite et sont rendus sans tenir compte des données du formulaire ;
- s'assurer que les annotations sont rendues de manière cohérente.

Lorsque vous rencontrez un fichier qui prétend être conforme à la norme PDF/A, certains lecteurs PDF utiliseront par défaut un « mode d'affichage PDF/A » spécial pour répondre aux exigences du lecteur conforme. Pour prendre un exemple, Adobe Acrobat et Adobe Reader 9 affichent une alerte pour informer l'utilisateur que le mode de visualisation PDF/A a été activé. Certains visualiseurs PDF permettent aux utilisateurs de désactiver le mode d'affichage PDF/A ou de supprimer les informations PDF/A d'un fichier,.

## Accueil
Un document PDF/A doit intégrer toutes les polices utilisées ; en conséquence, un fichier PDF/A sera souvent plus volumineux qu'un fichier PDF équivalent qui n'inclut pas de polices incorporées.
L'utilisation de la transparence est interdite dans PDF/A-1. La majorité des outils de génération PDF qui permettent la conformité des documents PDF/A, tels que l'exportation PDF dans OpenOffice.org ou l'outil d'exportation PDF dans les suites Microsoft Office 2007, rendront également non transparentes toutes les images transparentes d'un document donné. Cette restriction a été supprimée dans PDF/A-2.
Certains archivistes ont exprimé leur inquiétude quant au fait que PDF/A-3, qui permet d'incorporer des fichiers arbitraires dans des documents PDF/A, pourrait entraîner le contournement des procédures des services d'archives (institutions de mémoire) et des restrictions sur les formats archivés.
La PDF Association avait abordé diverses idées fausses concernant PDF/A dans sa publication « PDF/A in a Nutshell 2.0 ».

## Les restrictions
C'est donc une version restreinte du format PDF, tout comme le format PDF/X.
Les restrictions comportent :
- la non-inclusion d’objet dynamique de type audiogramme ou vidéogramme ;
- l’interdiction du lancement de code script ou de fichiers exécutables ;
- l’inclusion de toutes les polices de caractères et leur utilisation sans contrainte légale et d’affichage ;
- la palette des couleurs utilisée doit être spécifiée de manière indépendante ;
- l’interdiction du chiffrement ;
- l’utilisation de méta-données standard est obligatoire.

## Les principales utilisations
- La gestion électronique des documents (GED)
- L'archivage numérique à long terme

## Ce que la norme ne dit pas
La norme ISO 19005 n'indique pas comment sécuriser le document, ni comment le sauvegarder sur un support physique. Ces considérations sont en dehors du périmètre de cette norme, de même que la question de la fiabilité juridique à terme des documents produits en PDF/A-1.
L'extension d'un fichier au format PDF/A-1 est « .pdf ».

## Génération et vérification de la conformité d’un fichier
Il existe plusieurs produits qui permettent de générer des fichiers conformes au format PDF/A-1, notamment, des suites bureautiques libres comme OpenOffice.org ou LibreOffice. Il existe aussi des outils sous licence propriétaire qui permettent de contrôler voire de réparer les fichiers.
Il est possible de vérifier la conformité d'un fichier avec la norme PDF/A grâce à des outils en ligne.

## Sources
Sources diverses. Cet article est extrait du volet technique du référentiel général d'interopérabilité (RGI) qui préconise l'emploi du format PDF/A-1 ou PDF/A-2 pour la conservation des documents bureautiques statiques. L'usage du PDF/A-3 est « fortement déconseillé, car il peut encapsuler des formats binaires non maîtrisés. »